# Powelltown
Powelltown – miasto w Australii, w stanie Wiktoria.